# ويليام أنطونيو توريس
ويليام أنطونيو توريس كابريرا (بالإنجليزية: William Antonio Torres Cabrera)‏ (مواليد 30 مايو 1981 في السلفادور) لاعب كرة قدم سلفادوري دولي يجيد اللعب في خط الدفاع . يلعب حاليا لصالح نادي تي بي أيه السلفادوري منذ 2010 .

## روابط خارجية
- ويليام أنطونيو توريس على موقع الاتحاد الدولي (مؤرشف)  (الإنجليزية)
- ويليام أنطونيو توريس على موقع قاعدة بيانات كرة القدم.إي يو (الإنجليزية)
- ويليام أنطونيو توريس على موقع ناشيونال فوتبول تيمز (الإنجليزية)